# Laminanthrax chionophorus
Laminanthrax chionophorus är en tvåvingeart som först beskrevs av Mario Bezzi 1925.  Laminanthrax chionophorus ingår i släktet Laminanthrax och familjen svävflugor. Inga underarter finns listade i Catalogue of Life.